# St. Pankratius (Elbenau)

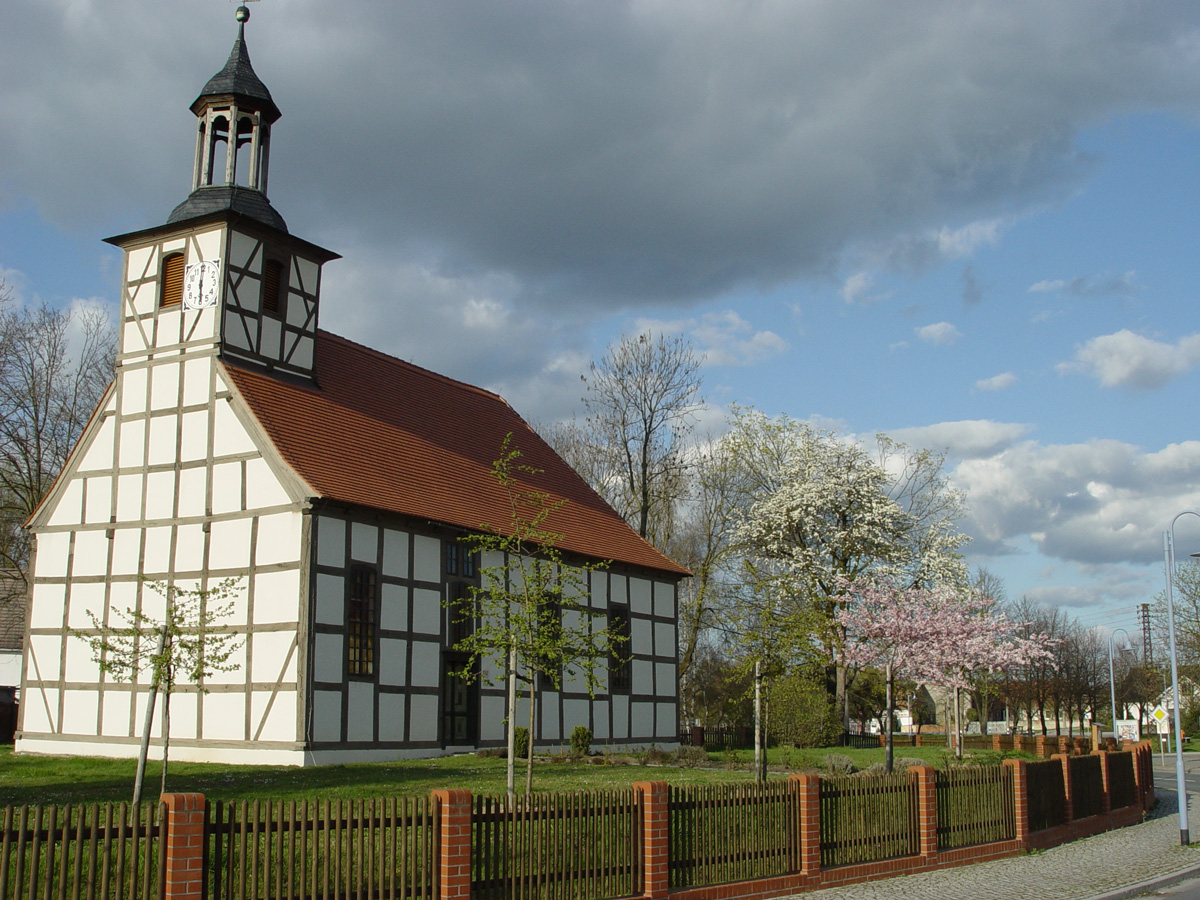
Sankt-Pancratii-Kirche

Die Sankt-Pancratii-Kirche, auch als Sankt-Pankratius-Kirche bezeichnet, ist die evangelische Kirche des zur Stadt Schönebeck (Elbe) gehörenden Dorfes Elbenau in Sachsen-Anhalt.

## Geschichte und Architektur
Die Kirche entstand 1743 in Fachwerkbauweise als Nachfolgebau einer kleineren Kirche. Auf der Westseite des Daches der auf rechteckigem Grundriss errichteten Kirche befindet sich ein Dachreiter mit einer achteckigen Laterne. Ende des 20. Jahrhunderts erfolgte eine Restaurierung. Darüber hinaus wurde nördlich der Kirche ein Gemeinderaum angebaut.

## Innengestaltung
Im Kircheninneren besteht eine dreiseitige, auf der Westseite hervorschwingende Empore. Die Decke des Kirchenschiffs ist als Balkendecke gestaltet. Bemerkenswert ist der Kanzelaltar mit marmorierten Holzsäulen einem barocken Holzkreuz mit Christusfigur. Der Altarstein stammt aus der Prignitz und besteht aus der Grabplatte eines 1259 verstorbenen Fürsten Heinrich. Der weitere Name des Fürsten ist nicht mehr lesbar. Darüber hinaus finden sich an der Westwand der Kirche weitere Grabplatten aus dem 17. Jahrhundert, so ein Figurengrabstein des 1607 verstorbenen Amtsschössers David von Born. An der nördlichen Wand befinden sich Teile des ehemaligen Chorgestühls des Klosters Plötzky. Im Altarraum befinden sich links und rechts des Altars zwei Priechen mit hölzernen Gittern.

## Orgel
Die Orgel wurde 1874 vom Orgelbaumeister August Troch (aus Neuhaldensleben) geschaffen. Sie besitzt 1 Manual, 12 Register und Pedal. Die Trakturen wurden durchgebrochen fehlende Pfeifen und Staub, Dreck usw. machen die Orgel unspielbar. Das Gebläse ist Brand gefährlich. Die Orgel hat folgende Disposition:
- Manual C-d':
- Bordun 16'
- Principal 8',
- Hohlflöte 8',
- Gedackt 8',
- Octave 4',
- Flauto dolce 4',
- Quinte 2 2/3' (vorher Gambe 8'),
- Octave 2',
- Mixtur 3-fach
- Pedal C-d'
- Subbass 16'
- Oktavbass 8'
- Pedalkoppel

Als Ersatz für das Pfeifen Instrument wurde jetzt eine digitale Orgel von Hofrichter angeschafft die in Form einer truhenorgel gebaut wurde. Diese Klänge können über die Anlage in der Kirche erzeugt werden. Das Instrument wurde im Jahr 2024 angeschafft. Die Kosten betrugen 6000 €.

## Grüfte unter dem Kirchenboden
Während einer Sanierung im Jahr 2010 wurden neun Grüfte, wahrscheinlich aus dem 17. Jahrhundert, wiederentdeckt. Unter Ziegeln im Klosterformat und Kies kamen die aus Backstein gewölbten Grüfte zum Vorschein, in denen die Gebeine ehemaliger Elbenauer Amtsleute liegen sollen. Nachdem ihre Lage vermessen wurde, wurden die Grüfte unter dem neu aufgebauten Fußboden im Auffindezustand belassen. Eine der Grüfte, in der der 1607 verstorbene kursächsische Amtsschosser in Elbenau, David von Born beigesetzt ist, wurde bereits 1939 nach einer Senkung des Fußbodens geöffnet und untersucht.